# Užovka proužkovaná
Užovka proužkovaná (Thamnophis sirtalis) je nejedovatý severoamerický had. Je nenáročná, přizpůsobivá a nekousavá, chová se proto často v teráriích.

## Popis
Užovka proužkovaná je had s hlavou málo odlišenou od těla a poměrně dlouhým ocasem. Šupiny jsou kýlnaté, horní strana hlavy vždy černá nebo tmavá. Užovka vytváří řadu poddruhů, které se liší zbarvením i velikostí. Základní zbarvení proto záleží na konkrétním poddruhu, většinou je však doplněno jedním pruhem na zádech a dvěma postranními pruhy, které však mohou chybět nebo se rozpadají v izolované skvrny. Mezi nejkrásněji zbarvené poddruhy patří chráněná užovka proužkovaná sanfranciská, která žije jen v okolí San Francisca.
V závislosti na poddruhu dorůstá délky 45 až 140 cm, samci jsou obvykle kratší než samice a mají delší ocasy.

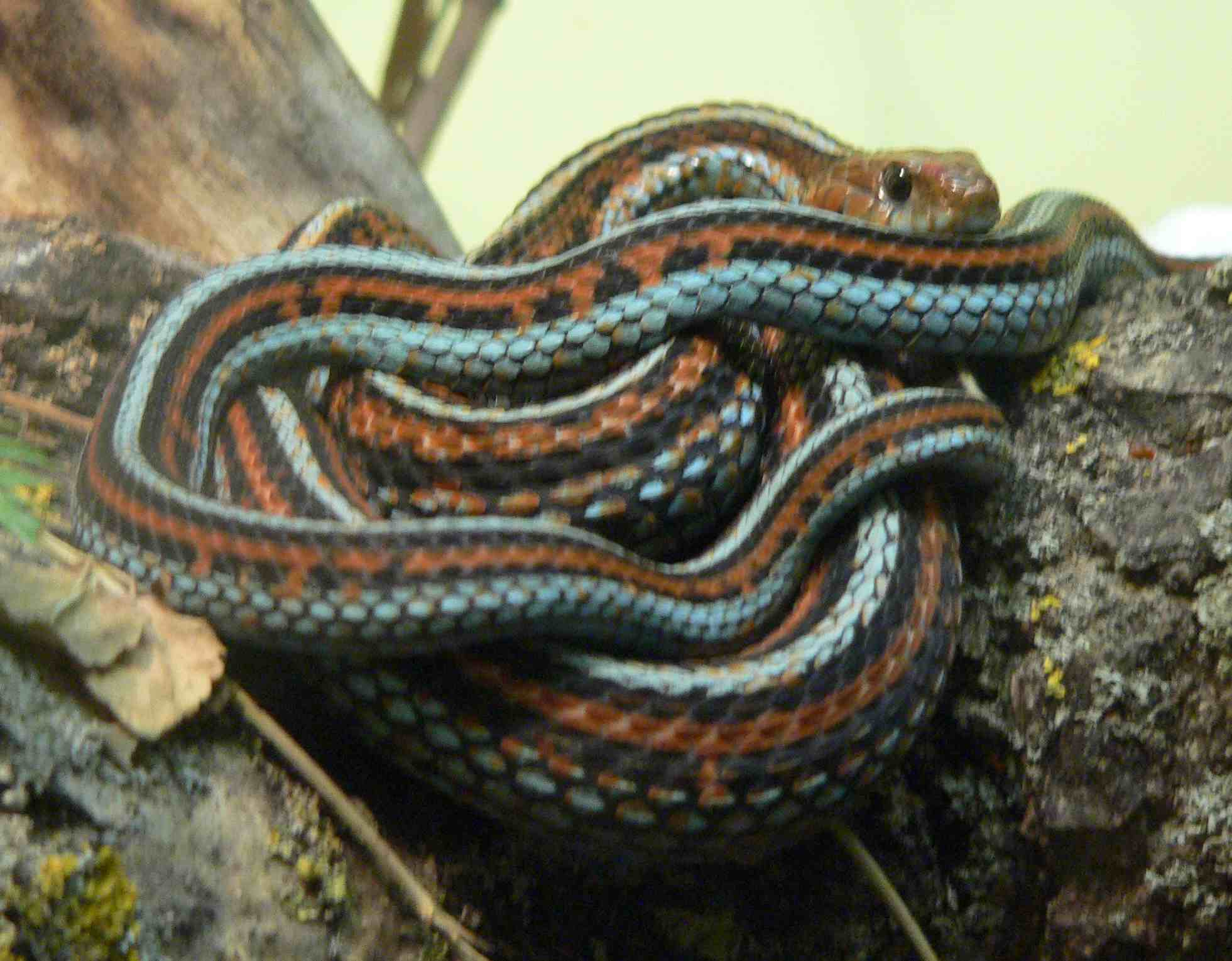
užovka proužkovaná sanfranciská (T. s. tetrataenia)
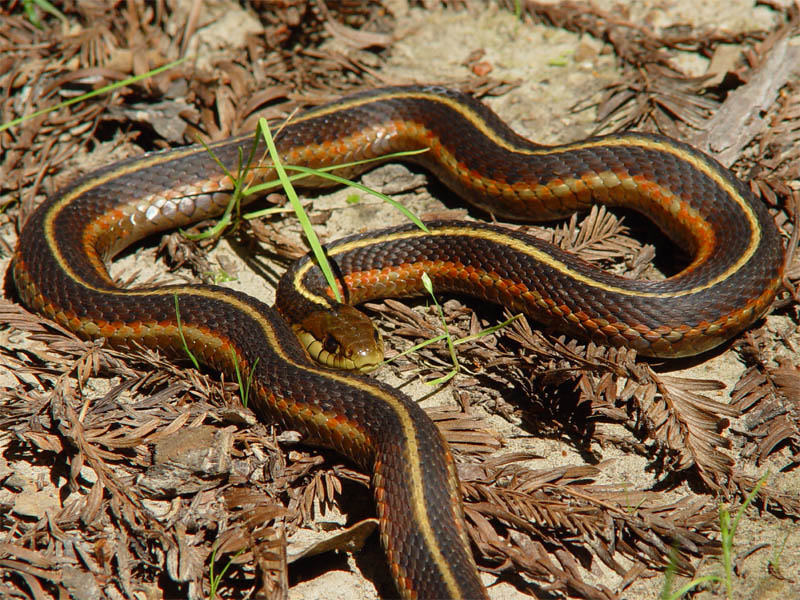
užovka proužkovaná kalifornská (T. s. infernalis)

## Rozšíření
Užovka proužkovaná je hojná na většině území Severní Ameriky, vyskytuje se na území od jižní Kanady, přes USA až po severní Mexiko, i když se spíše vyhýbá pouštním oblastem jihozápadu Spojených států.

## Stanoviště
Jsou to velmi přizpůsobiví hadi, nicméně patří mezi vodní užovky – proto preferují vlhká travnatá místa v okolí vod, jako jsou potoky, jezera, rybníky nebo i vlhké příkopy, vyskytují se také v mokřadech, na loukách a v lesích. Často jsou k nalezení v blízkosti lidí a všude to tam, kde nacházejí úkryt.

## Biologie
Užovka proužkovaná je aktivní hlavně ve dne, kdy loví drobné rybky, žáby i jejich pulce, mloky, žížaly, různé členovce, korýše i plže. Sežere i jiné druhy hadů, ještěry, malé savce i mláďata ptáků. Jsou imunní vůči jedu ropuch a mloků, kteří se tak stávají jejich kořistí.
Většinou žijí samotářsky, na zimovištích se však někdy vyskytují ve velkých množstvích. Zimují od konce října do března nebo do dubna, obvykle ve skulinách nebo v norách hlodavců. V jediném úkrytu zimuje více hadů, kteří si tak zajistí minimální teplotu nutnou k přežití zimy.
Jsou vejcoživorodí, mláďata se rodí po 2–3 měsících, v červnu až září. Po narození měří 15–20 cm a jsou plně samostatná, většinou jich je 10 až 40, starší a tudíž větší samice mívají větší počet mladých.
Pohlavně dospívají asi ve dvou letech, v přírodě mají však mnoho nepřátel a proto většina užovek proužkovaných nepřežije první rok života. Při vylekání mohou kousat a také z kloaky vypouští silně páchnoucí sekret, podobně jako užovka obojková, přesto jsou loveni většími rybami, skokany volskými, kajmankami, korálovkami, vránami, káněmi, volavkami, mývaly, liškami, rejsky i dalšími živočichy.
V zajetí se dožívají 6–10 let.

## Chov v zajetí
Na chov je vhodné menší terárium s velkou vodní nádrží, nebo akvaterárium. Teplota by měla být okolo 22 až 28 °C, v noci nižší. V teráriu by měly být větve, kameny a důležité jsou i úkryty. Zazimování není k rozmnožování nutné, ale hadům by se mělo poskytnout 2–3měsíční období klidu se sníženou teplotou.
Dospělé užovky požírají malé rybky, žáby, občas i myšata, žížaly, slimáky a hovězí maso, nebo rybí maso, mláďata se krmí akvarijními rybkami, nitěnkami a žížalami.

## Poddruhy
Užovka proužkovaná vytváří celou řadu poddruhů, které se liší velikostí, zbarvením a místem výskytu.
- T. s. annectens Brown, 1950 – užovka proužkovaná texaská – Texas, Oklahoma a Kansas
- T. s. butleri (Cope, 1889) – severozápadní Ohio, severovýchodní Indiana, východní část Michiganu, nejjižnější část Ontaria, vyčleňován jako druh Thamnophis butleri
- T. s. concinnus (Hallowell, 1852) – severozápadní Oregon a jihozápadní Washington
- T. s. dorsalis (Baird a Girard, 1853) – Mexiko a jižní Nové Mexiko
- T. s. fitchi Fox, 1951 – Skalnaté hory a vnitřní hřbety
- T. s. infernalis (Blainville, 1835) – užovka proužkovaná kalifornská – kalifornské pobřeží
- T. s. lowei W. Tanner, 1988 – Chihuahua, Mexico
- T. s. pallidulus Allen, 1899 – severovýchodní Nová Anglie, Quebec a přímořské provincie
- T. s. parietalis (Say, 1823) – na sever až po Fort Smith, Severozápadní teritoria, na jih až na oklahomsko-texaskou hranici
- T. s. pickeringii (Baird a Girard, 1853) – severozápadní Washington, Vancouverův ostrov a jihozápadní Britská Kolumbie
- T. s. semifasciatus (Cope, 1892) – Chicago v Illinois
- T. s. similis Rossman, 1965 – severozápadní poloostrovní Florida
- T. s. sirtalis (Linnaeus, 1758) – východní Severní Amerika
- T. s. tetrataenia (Cope, 1875) – užovka proužkovaná sanfranciská – San Mateo County v Kalifornii